# Кіліан Ле Блуш
Кіліан Ле Блуш (7 жовтня 1989 , Кламар ) — французький дзюдоїст, олімпійський чемпіон 2020 року, призер чемпіонатів світу та Європи.

## Спортивні результати на міжнародних змаганнях

### Виступи на Олімпіадах
| Змагання                    | Місце проведення         | Вагова категорія | Місце      |
| --------------------------- | ------------------------ | ---------------- | ---------- |
| Літні Олімпійські ігри 2016 | Ріо-де-Жанейро, Бразилія | до 66 кг         | 1/8 фіналу |
| Літні Олімпійські ігри 2020 | Токіо, Японія            | до 66 кг         | 1/8 фіналу |
| Літні Олімпійські ігри 2020 | Токіо, Японія            | змішана команда  | Золото     |

### Виступи на Чемпіонатах світу
| Змагання                     | Місце проведення   | Вагова категорія | Місце       |
| ---------------------------- | ------------------ | ---------------- | ----------- |
| Чемпіонат світу з дзюдо 2017 | Будапешт, Угорщина | до 66 кг         | 1/8 фіналу  |
| Чемпіонат світу з дзюдо 2019 | Токіо, Японія      | до 66 кг         | 1/16 фіналу |
| Чемпіонат світу з дзюдо 2019 | Токіо, Японія      | змішана команда  | Срібло      |
| Чемпіонат світу з дзюдо 2021 | Будапешт, Угорщина | до 66 кг         | 7 місце     |

### Виступи на Чемпіонатах Європи
| Змагання                      | Місце проведення   | Вагова категорія | Місце       |
| ----------------------------- | ------------------ | ---------------- | ----------- |
| Чемпіонат Європи з дзюдо 2016 | Казань, Росія      | до 66 кг         | 1/16 фіналу |
| Чемпіонат Європи з дзюдо 2018 | Тель-Авів, Ізраїль | до 66 кг         | 1/16 фіналу |
| Європейські ігри 2019         | Мінськ, Білорусь   | до 66 кг         | 1/16 фіналу |
| Чемпіонат Європи з дзюдо 2020 | Прага, Чехія       | до 66 кг         | Бронза      |